# 12850 Axelmunthe
12850 Axelmunthe è un asteroide della fascia principale. Scoperto nel 1998, presenta un'orbita caratterizzata da un semiasse maggiore pari a 2,2549753 UA e da un'eccentricità di 0,2116792, inclinata di 4,17905° rispetto all'eclittica.